# السيدة أنجولا (فلم)
السيدة أنجولا (بالإنجليزية: La Femme Anjola)، هُو فيلم نوار وإثارة نفسية نيجيري صدر سنة 2021، وهُو من إخراج ميلدريد أوكوو.الفيلم من بطولة كُل منريتا دومينيك وNonso Bassey. بدأ عرض الفيلم في قاعات السينما بتاريخ 19 مارس 2021.

## وصلات خارجية
- مقالات تستعمل روابط فنية بلا صلة مع ويكي بيانات